# Nemesnádudvar
Nemesnádudvar (tyska: Nadwar, kroatiska: Dudvar) är en ort (by) i provinsen Bács-Kiskun i södra Ungern. Orten har 1 621 invånare (2024), på en yta av 58,78 km². Den ligger cirka 19,5 kilometer nordost om Baja.